# Pulau Gede
Pulau Gede är en ö i Indonesien. Den ligger i provinsen Jawa Tengah, i den västra delen av landet, 500 km öster om huvudstaden Jakarta.